# Ángeles gordos
Ángeles gordos (en anglès, Fat angels) és una pel·lícula espanyola del gènere de comèdia dirigida per Manuel Summers Rivero estrenada el 1982, amb guió escrit per ell mateix amb Chumy Chúmez. Aprofitant l'èxit d'algunes de les seves pel·lícules als circuits "grindhouse" novaiorquesos, va rodar aquesta pel·lícula a Nova York amb actors estatunidencs, una comèdia amb to àcid i sentimental. Fou premiada a la VII Setmana Internacional de Cinema de Melilla.

## Sinopsi
Frank és un noi obès que pesa més de 150 quilos i que es guanya la vida com a pianista en una sala d'espectacles. Un dia contesta un anunci a un diari on una noia anomenada Mary busca l'amor de la seva vida. Aleshores s'obsessiona per aprimar.

## Repartiment
- Jack Aaron - Frank
- January Stevens - Mary
- Amy Steel - Alison

## Premis
37a edició de les Medalles del Cercle d'Escriptors Cinematogràfics
| Categoria       | Pel·lícula     | Resultat  |
| --------------- | -------------- | --------- |
| Millor director | Manuel Summers | Guanyador |